# New International Encyclopedia

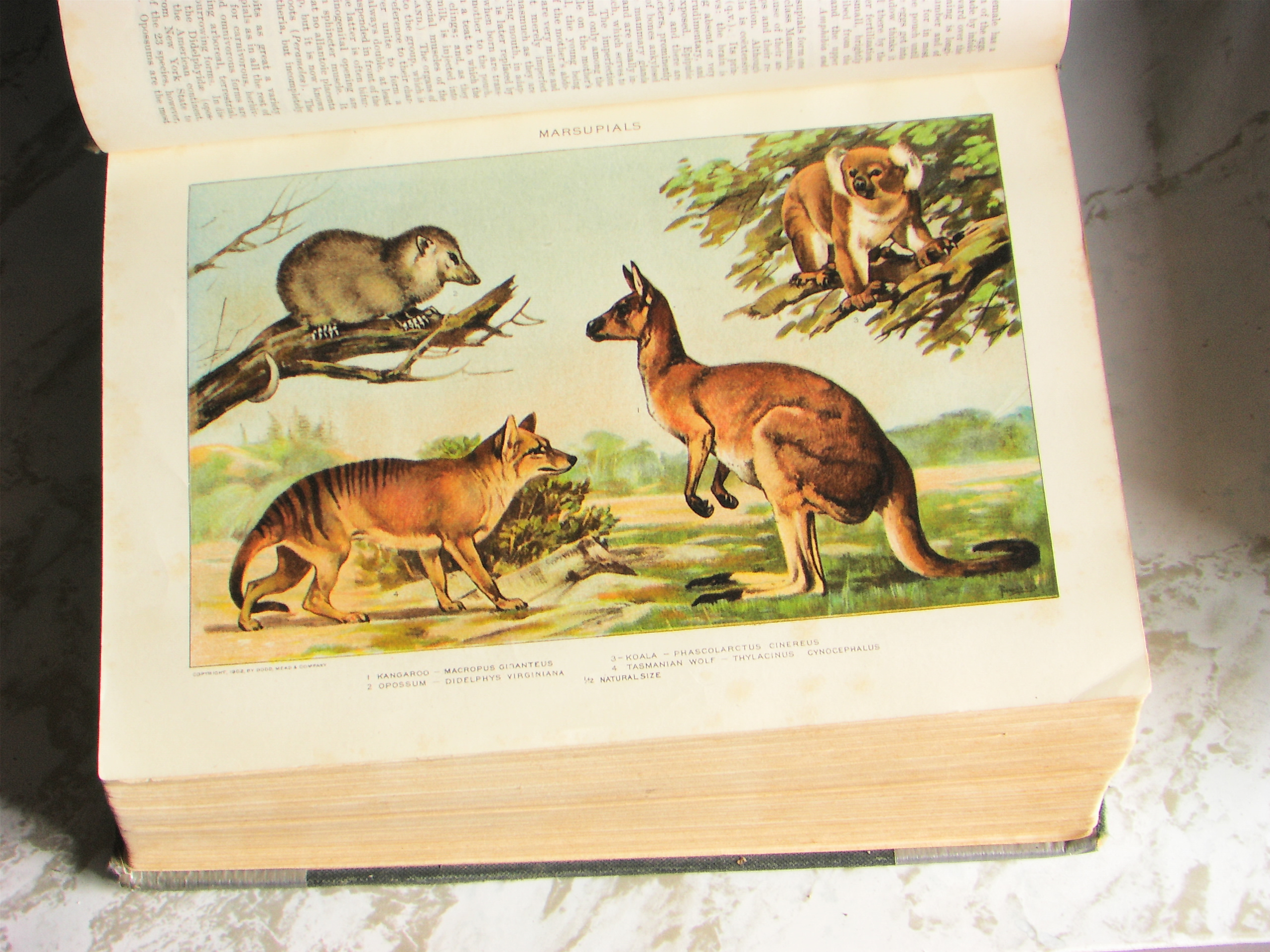
Marsupiaux

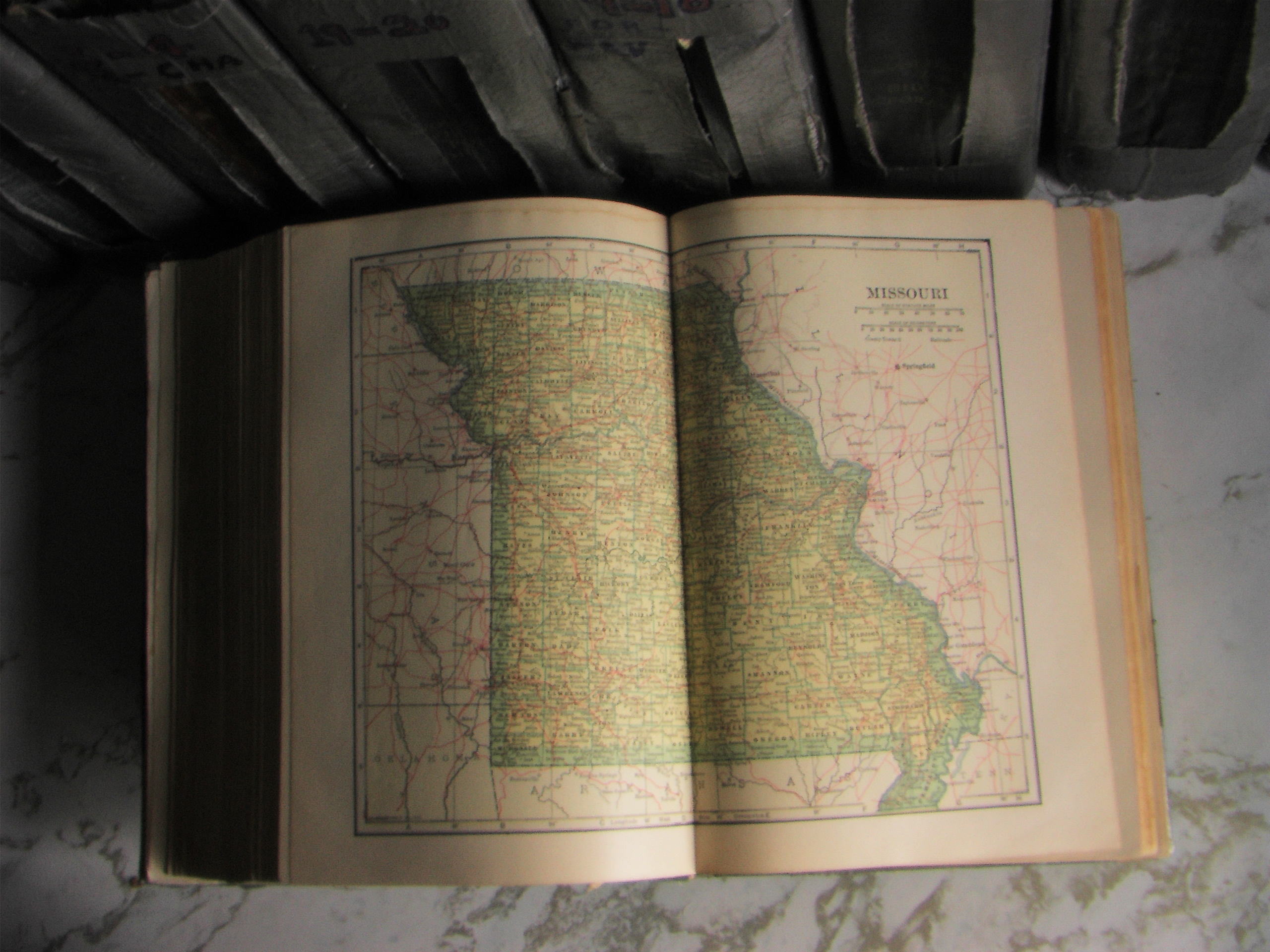
Missouri

La New International Encyclopedia est une encyclopédie anglophone qui a été éditée pour la première fois en 1902, par Dodd, Mead and Company, en 17 volumes. La seconde édition, en 1914, comptait 24 volumes.
La publication de 1926 a été imprimée à Cambridge dans le Massachusetts par The University Press. Boston Bookbinding Company of Cambridge a produit la couverture. 